# Anthony Syhre
Anthony Syhre (* 18. März 1995 in Berlin) ist ein deutscher Fußballspieler. Der Innenverteidiger ist ehemaliger deutscher Nachwuchsnationalspieler.

## Karriere

### Verein
Syhre spielte zu Beginn seiner Karriere für den Nordberliner SC und den SC Heiligensee, bevor er 2009 in die Jugend von Hertha BSC wechselte. Mit dessen U17 gewann er in der Spielzeit 2011/12 die deutsche B-Junioren-Meisterschaft. Zur Saison 2012/13 rückte Syhre zur zweiten Mannschaft auf, die in der Regionalliga Nordost spielt. Am 11. August 2012 kam er beim 1:0-Sieg gegen den 1. FC Lokomotive Leipzig zu seinem ersten Einsatz. Sein erstes Tor erzielte er am 15. März 2014 zum 3:0 beim 4:1-Sieg beim 1. FC Union Berlin II. Zur Saison 2015/16 wechselte Syhre zum Drittligisten VfL Osnabrück. Dort debütierte er am 14. August 2015 bei der 0:1-Niederlage beim VfR Aalen in der 3. Liga. Am 21. November 2015 erzielte er beim 1:0-Auswärtssieg gegen die zweite Mannschaft von Werder Bremen sein erstes Tor im Profifußball mit dem entscheidenden Treffer in der 47. Minute.
Zur Saison 2017/18 schloss sich Syhre dem Drittligisten Würzburger Kickers an. Am 3. Spieltag der Drittliga-Saison 2018/19 wurden Syhre und sein Mitspieler Ibrahim Hajtic nach dem Spiel beim VfR Aalen zur Dopingkontrolle ausgewählt. Beide begaben sich nicht unmittelbar in den Dopingkontrollraum, sondern gingen auf Anordnung des Trainerstabes zunächst in die Mannschaftskabine. Das Sportgericht des DFB wertete dieses Verhalten als Verstoß gegen die Anti-Doping-Richtlinien und sprach u. a. eine Geldstrafe in Höhe von 1000 Euro gegen Syhre aus.
Der Vertrag in Würzburg wurde im Januar 2019 aufgelöst, damit Syhre in die Niederlande zum Eredivisie-Aufsteiger Fortuna Sittard wechseln konnte. Dort unterschrieb er einen Vertrag bis Saisonende, der anschließend nicht verlängert wurde. Aufgrund einer Meniskusverletzung konnte der Deutsche lediglich ein Pflichtspiel in der Eredivisie absolvieren. Nach rund sechsmonatiger Vereinslosigkeit schloss sich Syhre Ende Januar 2020 dem Drittligisten Hallescher FC an, bei dem er ein bis Juni 2021 gültiges Arbeitspapier unterschrieb. Im Sommer 2021 verließ er den Verein, nachdem er in der Saison 2020/21 wegen einer langwierigen Sehnenentzündung nur auf neun Einsätze gekommen war.
Im Januar 2022 unterschrieb er nach einem halben Jahr Vereinslosigkeit einen Vertrag bis zum Saisonende beim Drittligisten FSV Zwickau. Nach Auslaufen des Vertrages folgte ein weiteres halbes Jahr Vereinslosigkeit, nach dem der Regionalligist Greifswalder FC Syhre im Januar 2023 verpflichtete. Sein bis zum Saisonende 2022/23 laufender Vertrag wurde nicht verlängert.
Im Sommer 2023 wechselte er in die Regionalliga Bayern zur SpVgg Bayreuth. Für Bayreuth absolvierte er 33 Regionalligaspiele. Im August 2024 wechselte Syhre zum österreichischen Zweitligisten SV Horn, bei dem er einen bis Juni 2025 laufenden Vertrag erhielt. Für Horn kam er insgesamt zu 26 Einsätzen in der 2. Liga, aus der der Verein am Ende der Saison 2024/25 aber abstieg. Daraufhin verließ Syhre Horn.

### Nationalmannschaft
Syhre spielte zweimal für die U15-Auswahl des Deutschen Fußball-Bundes. Mit der U19-Nationalmannschaft nahm er im Juli 2014 an der U19-Europameisterschaft in Ungarn teil. Syhre kam in drei Spielen zum Einsatz, in denen er ein Tor erzielte und gewann am 31. Juli 2014 nach dem 1:0-Finalsieg gegen Portugal mit dem Team den Europameistertitel. Mit der U20-Auswahl spielte er im Juni 2015 bei der U20-Weltmeisterschaft in Neuseeland, bei der er einmal zum Einsatz kam.

## Erfolge
Hertha BSC
- Deutscher B-Juniorenmeister: 2012

Nationalmannschaft
- U19-Europameister: 2014